# A-Lex
A-Lex – jedenasty album długogrający zespołu Sepultura, którego oficjalna premiera odbyła się 23 stycznia 2009 roku. Na krótko przed premierą płyta została udostępniona bezpłatnie w formie digital stream na oficjalnej stronie internetowej zespołu.
Tytuł płyty można tłumaczyć jako "bezprawie". Podobnie jak "Dante XXI", jest koncept-albumem. Tym razem inspiracją dla Brazylijczyków była powieść "Mechaniczna pomarańcza" autorstwa Anthony’ego Burgessa.
Płyta została nagrana w "Trama Studios", a zmiksowana w "Mega Studios", w São Paulo. Wydawnictwo zawiera 18 utworów. To pierwszy album Sepultury, podczas nagrywania którego za perkusją zasiadł Jean Dolabella – najnowszy nabytek zespołu.
Album dotarł do 48. miejsca listy Billboard Independent Albums w Stanach Zjednoczonych sprzedając się w nakładzie 1,6 tys. egzemplarzy w przeciągu tygodnia od dnia premiery. Płyta trafiła ponadto m.in. na listy przebojów w Niemczech, Austrii, Szwajcarii oraz Francji.

## Lista utworów
Opracowano na podstawie materiału źródłowego.
| Nr  | Tytuł utworu                        | Długość |
| --- | ----------------------------------- | ------- |
| 1.  | „A-Lex I” (utwór instrumentalny)    | 1:53    |
| 2.  | „Moloko Mesto”                      | 2:09    |
| 3.  | „Filthy Rot”                        | 2:45    |
| 4.  | „We've Lost You!”                   | 4:13    |
| 5.  | „What I Do!”                        | 2:01    |
| 6.  | „A-Lex II” (utwór instrumentalny)   | 2:18    |
| 7.  | „The Treatment”                     | 3:23    |
| 8.  | „Metamorphosis”                     | 3:01    |
| 9.  | „Sadistic Values”                   | 6:50    |
| 10. | „Forceful Behavior”                 | 2:27    |
| 11. | „Conform”                           | 1:54    |
| 12. | „A-Lex III” (utwór instrumentalny)  | 2:03    |
| 13. | „The Experiment”                    | 3:28    |
| 14. | „Strike”                            | 3:40    |
| 15. | „Enough Said”                       | 1:36    |
| 16. | „Ludwig Van” (utwór instrumentalny) | 5:29    |
| 17. | „A-Lex IV” (utwór instrumentalny)   | 2:46    |
| 18. | „Paradox”                           | 2:15    |
|     |                                     | 54:11   |

## Twórcy
Opracowano na podstawie materiału źródłowego.

Zespół Sepultura w składzie
- Derrick Green – wokal prowadzący, wokal wspierający
- Andreas Kisser – gitara prowadząca, gitara rytmiczna, wokal wspierający
- Paulo Jr. – gitara basowa
- Jean Dolabella – perkusja

Dodatkowi muzycy
- Eduardo Queiroz – instrumenty klawiszowe
- Fernando Lopez – trąbka
- Mario Sergio Rocha – róg
- Alex B. Ximenes, Fábio Brucoli – skrzypce
- Alejandro DeLeon – altówka

Inni
- Stanley Soares – miksowanie, inżynieria dźwięku, produkcja muzyczna
- George Marino – mastering
- Monika Cavalera – producent wykonawczy, management
- Marco Piza, Mario Niveo, Rodrigo Almeida, Ulisses Razaboni, Eric Sanchez – oprawa graficzna

## Notowania
| Lista                        | Kraj              | Pozycja |
| ---------------------------- | ----------------- | ------- |
| Ö3 Austria Top 40            | Austria           | 53      |
| Oricon                       | Japonia           | 257     |
| SNEP                         | Francja           | 150     |
| Media Control Charts         | Niemcy            | 82      |
| Billboard Independent Albums | Stany Zjednoczone | 48      |
| Schweizer Hitparade          | Szwajcaria        | 68      |